# Jean Pascal Andriantsoavina
Jean Pascal Andriantsoavina (ur. 24 marca 1969 w Mitsinjo) – malgaski duchowny rzymskokatolicki, biskup pomocniczy Antananarywy w latach 2019–2023, biskup Antsirabé od 2023.

## Życiorys
Święcenia kapłańskie otrzymał 5 sierpnia 2000 i został inkardynowany do archidiecezji Antananarywa. Po krótkim stażu wikariuszowskim przy stołecznej archikatedrze został archidiecezjalnym duszpasterzem młodzieży. W latach 2003–2007 studiował na Papieskim Instytucie Biblijnym, a w kolejnych latach pracował w seminarium filozoficznym w Antsirabé (w latach 2011–2019 pełnił funkcję jego rektora). W 2019 zwolniony z obowiązków rektorskich i rozpoczął tłumaczenie Biblii na język malgaski.
8 lipca 2019 papież Franciszek mianował go biskupem pomocniczym archidiecezji Antananarywa oraz biskupem tytularnym Zallata. Sakry udzielił mu 11 sierpnia 2019 kardynał Désiré Tsarahazana.
10 lipca 2023 papież Franciszek przeniósł go na urząd biskupa diecezjalnego Antsirabé.